# Valerian Kúibixev
Valerian Vladímirovitx Kúibixev (Omsk, 6 de juny, (25 de maig segons el calendari antic) de 1888 - Moscou, 25 de gener de 1935) fou un revolucionari rus, comandant de l'Exèrcit Roig durant la Guerra Civil Russa i important polític en les anys posteriors.
Entre els anys 1928 i 1930 fou president del Consell Suprem de l'Economia Nacional. Posteriorment, entre 1930 i 1934 encapçalà el Gosplan. També fou membre del Politburó fins a la seva mort, deguda a un atac de cor l'any 1935. Aquest atac va tenir lloc dies després que Kúibixev proposés una investigació sobre el cas Kírov.
Les ciutats de Samara, Bólgar (al Tatarstan) i Hakhartsín (a Armènia) van ser rebatejades com a Kúibixev en el seu honor entre 1935 i 1991. Dues ciutats més, situades a Rússia i Armènia, encara conserven aquest nom avui dia.